# Buczka
Buczka (bułg. Бучка) – rzeka w północno-wschodniej Bułgarii, lewy dopływ Ogosty - dopływu Dunaju. Długość - 8 km. 
Buczka płynie przez zachodnią część Niziny Naddunajskiej, na północ od Montany. Uchodzi do Ogosty koło wsi Erden. W górnym biegu latem wysycha niemal całkowicie.